# Đại Ngãi
Đại Ngãi là một xã thuộc thành phố Cần Thơ, Việt Nam.

## Địa lý
Xã Đại Ngãi có vị trí địa lý:
- Phía đông giáp xã An Thạnh qua sông Hậu
- Phía tây giáp xã Tân Thạnh và xã Trường Khánh
- Phía nam giáp xã Long Phú
- Phía bắc giáp xã Nhơn Mỹ.

Xã Đại Ngãi có diện tích 37,67 km², dân số năm 2024 là 24.532 người, mật độ dân số đạt 651 người/km².

## Lịch sử
Ngày 20 tháng 9 năm 1975, Bộ Chính trị ban hành Nghị quyết số 245-NQ/TW về việc hợp nhất tỉnh Cần Thơ (ngoại trừ huyện Thốt Nốt), tỉnh Sóc Trăng, tỉnh Trà Vinh, tỉnh Vĩnh Long thành một tỉnh, tên gọi tỉnh mới cùng với nơi đặt tỉnh lỵ sẽ do địa phương đề nghị lên.
Ngày 20 tháng 12 năm 1975, Bộ Chính trị ban hành Nghị quyết số 19/NQ về việc hợp nhất tỉnh Cần Thơ (bao gồm cả huyện Thốt Nốt của tỉnh Long Xuyên), tỉnh Sóc Trăng thành một tỉnh mới, tên gọi tỉnh mới cùng với nơi đặt tỉnh lỵ sẽ do địa phương đề nghị lên.
Ngày 24 tháng 2 năm 1976, Chính phủ Cách mạng lâm thời Cộng hòa miền Nam Việt Nam ban hành Nghị định số 3/NQ/1976 về việc hợp nhất tỉnh Cần Thơ, tỉnh Sóc Trăng và thành phố Cần Thơ thành một tỉnh mới, lấy tên là tỉnh Hậu Giang.
Ngày 26 tháng 12 năm 1991, Quốc hội ban hành Nghị quyết về việc chia tỉnh Hậu Giang thành tỉnh Cần Thơ và tỉnh Sóc Trăng.
Ngày 11 tháng 1 năm 2002, Chính phủ ban hành Nghị định số 04/2002/NĐ-CP về việc:
- Thành lập huyện Cù Lao Dung thuộc tỉnh Sóc Trăng.
- Xã Đại Ngãi và xã Long Đức thuộc huyện Long Phú.

Ngày 26 tháng 11 năm 2003, Quốc hội ban hành Nghị quyết số 22/2003/QH11 về việc chia tỉnh Cần Thơ thành thành phố Cần Thơ trực thuộc trung ương và tỉnh Hậu Giang.
Ngày 23 tháng 12 năm 2009, Chính phủ ban hành Nghị quyết số 64/NQ-CP về việc:
- Thành lập huyện Trần Đề thuộc tỉnh Sóc Trăng.
- Xã Đại Ngãi và xã Long Đức thuộc huyện Long Phú.

Ngày 25 tháng 8 năm 2011, Chính phủ ban hành Nghị quyết số 90/NQ-CP về việc thành lập thị trấn Đại Ngãi thuộc huyện Long Phú trên cơ sở toàn bộ 791,35 ha diện tích tự nhiên và 10.141 nhân khẩu của xã Đại Ngãi.
Tính đến ngày 31/12/2024:
- Thị trấn Đại Ngãi có 5 ấp: An Đức, Ngãi Hòa, Ngãi Hội 1, Ngãi Hội 2, Ngãi Phước.
- Xã Long Đức có 5 ấp: An Hưng, Hòa Hưng, Lợi Đức, Lợi Hưng, Thạnh Đức.

Ngày 12 tháng 6 năm 2025, Quốc hội ban hành Nghị quyết số 202/2025/QH15 về việc sắp xếp đơn vị hành chính cấp tỉnh (nghị quyết có hiệu lực từ ngày 12 tháng 6 năm 2025). Theo đó, sáp nhập tỉnh Hậu Giang và tỉnh Sóc Trăng vào thành phố Cần Thơ.
Ngày 16 tháng 6 năm 2025, Ủy ban Thường vụ Quốc hội ban hành Nghị quyết số 1668/NQ-UBTVQH15 về việc sắp xếp các đơn vị hành chính cấp xã của thành phố Cần Thơ năm 2025 (nghị quyết có hiệu lực từ ngày 16 tháng 6 năm 2025). Theo đó, thành lập xã Đại Ngãi thuộc thành phố Cần Thơ trên cơ sở toàn bộ 7,98 km² diện tích tự nhiên, quy mô dân số là 12.236 người của thị trấn Đại Ngãi; toàn bộ 29,69 km² diện tích tự nhiên, quy mô dân số là 12.296 người của xã Long Đức thuộc huyện Long Phú, tỉnh Sóc Trăng.
Xã Đại Ngãi có 37,67 km² diện tích tự nhiên và quy mô dân số là 24.532 người.

## Danh nhân
- Lương Định Của (1920–1975).